# Lamia (djur)
För andra betydelser, se Lamia.
Lamia är ett släkte av skalbaggar som beskrevs av Fabricius 1775. Lamia ingår i familjen långhorningar.
Kladogram enligt Catalogue of Life och Dyntaxa:
| Lamia | \| \| Lamia annulicornis \| \| \| \| \| \| videbock \| \| \| \| |
|       | \| \| Lamia annulicornis \| \| \| \| \| \| videbock \| \| \| \| |
|       | Lamia annulicornis                                              |
|       |                                                                 |
|       | videbock                                                        |
|       |                                                                 |

## Bildgalleri

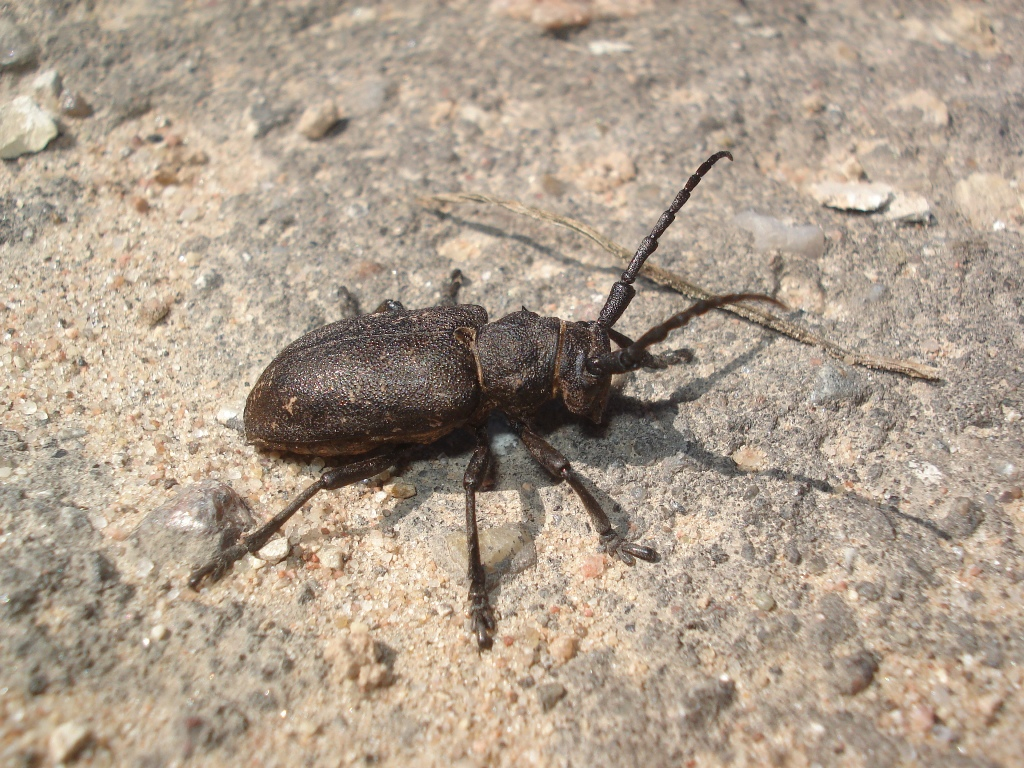
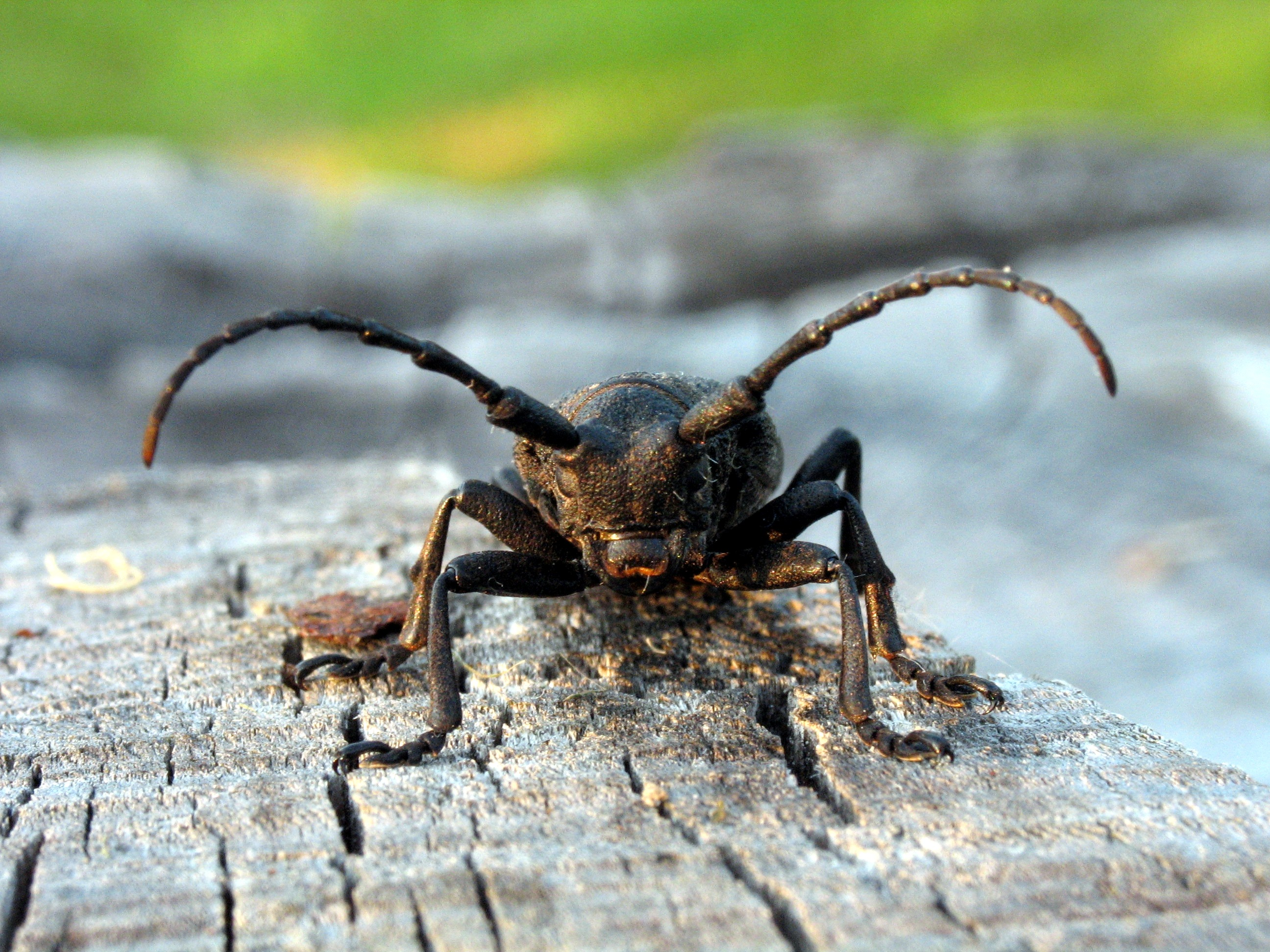
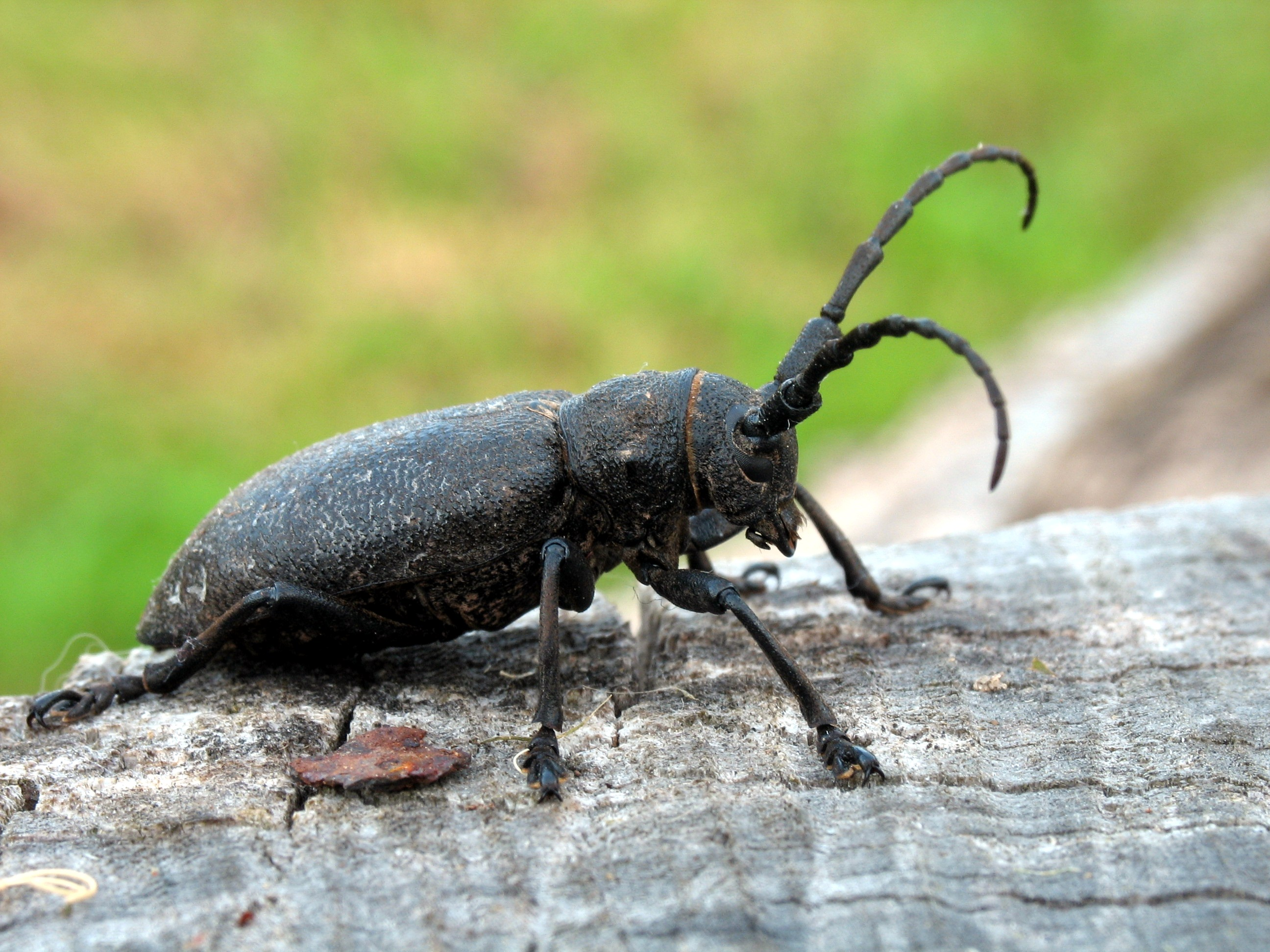
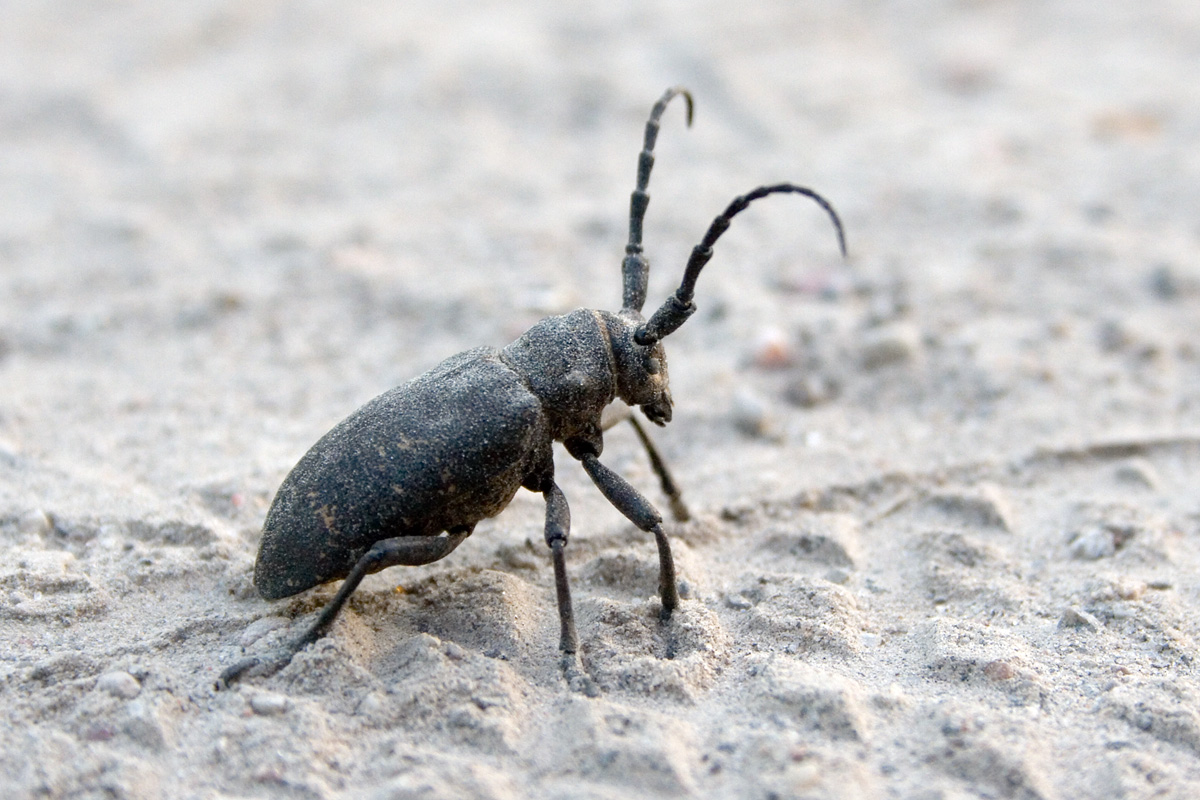